# 圣王路易堂 (塞维利亚)
圣王路易堂（西班牙语：Iglesia de San Luis de los Franceses）曾经是一座罗马天主教教堂，属于耶稣会，位于西班牙安达卢西亚塞维利亚老城区，是18世纪巴洛克建筑的代表。教堂由建筑师菲格罗亚的莱昂纳多设计，建于1699年至1730年。
该建筑目前属于塞维利亚省议会。1984年进行修复。2016年9月6日，建筑物及其艺术品向公众开放。

## 历史
耶稣会在1554年进入塞维利亚，兴建了教堂、会院和初学院。其中只有圣母领报堂（Iglesia de la Anunciación）尚存。17世纪初，露西亚·德·梅迪纳 (Lucia de Medina)捐赠土地，用于建造一座较大的新教堂，条件是将她埋葬在小堂中，以及奉中世纪法国国王路易九世为主保圣人。教堂的建设始于1699年，结束于1730 年。1731年，总主教为这座教堂祝圣。
1835年耶稣会被驱逐出西班牙以后，该建筑曾用于多种用途：神学院、方济各会修道院、退休神父养老院、工厂以及养老院。教堂关闭多年，但在1936年西班牙内战中幸免于战火破坏。

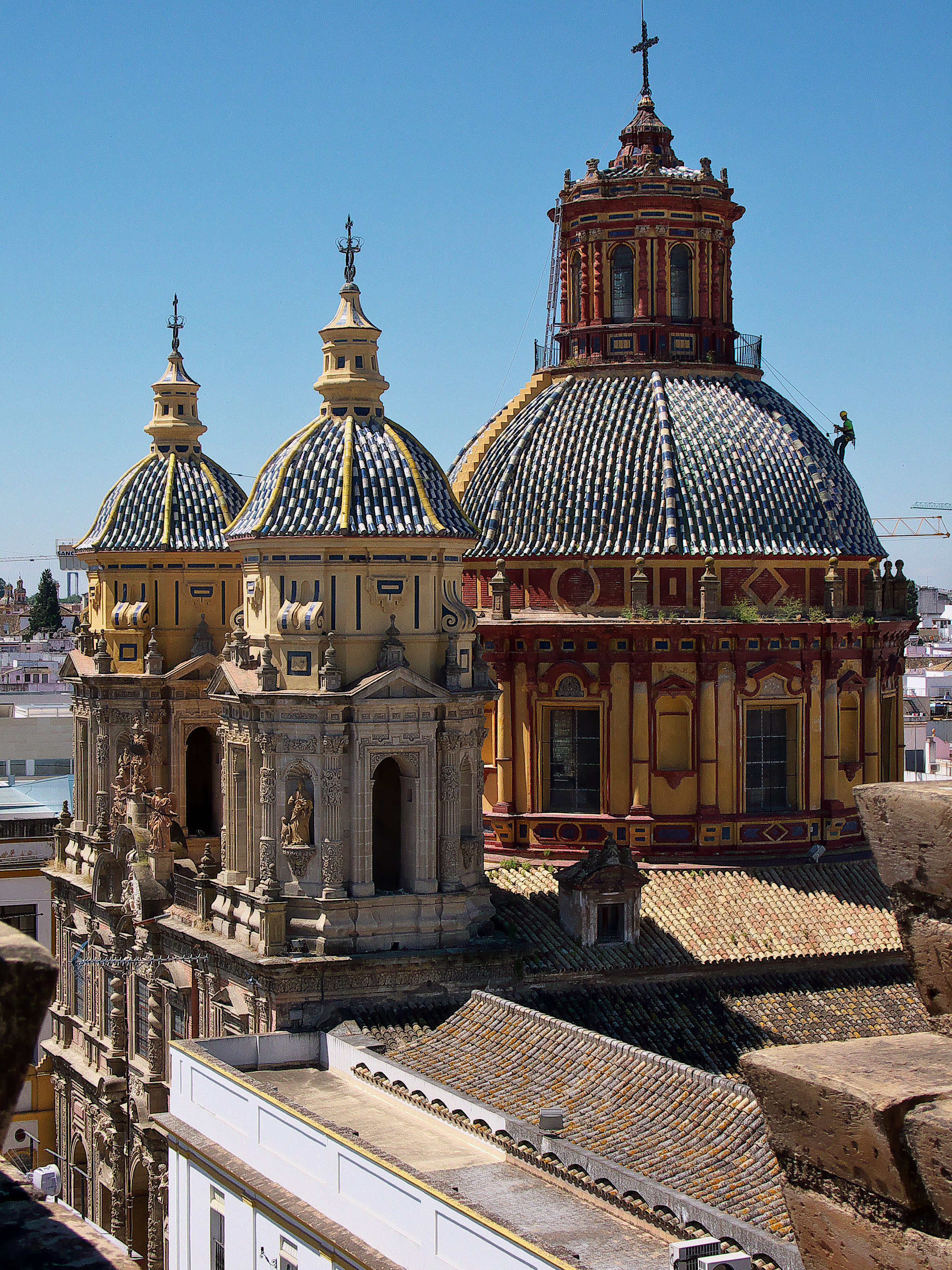
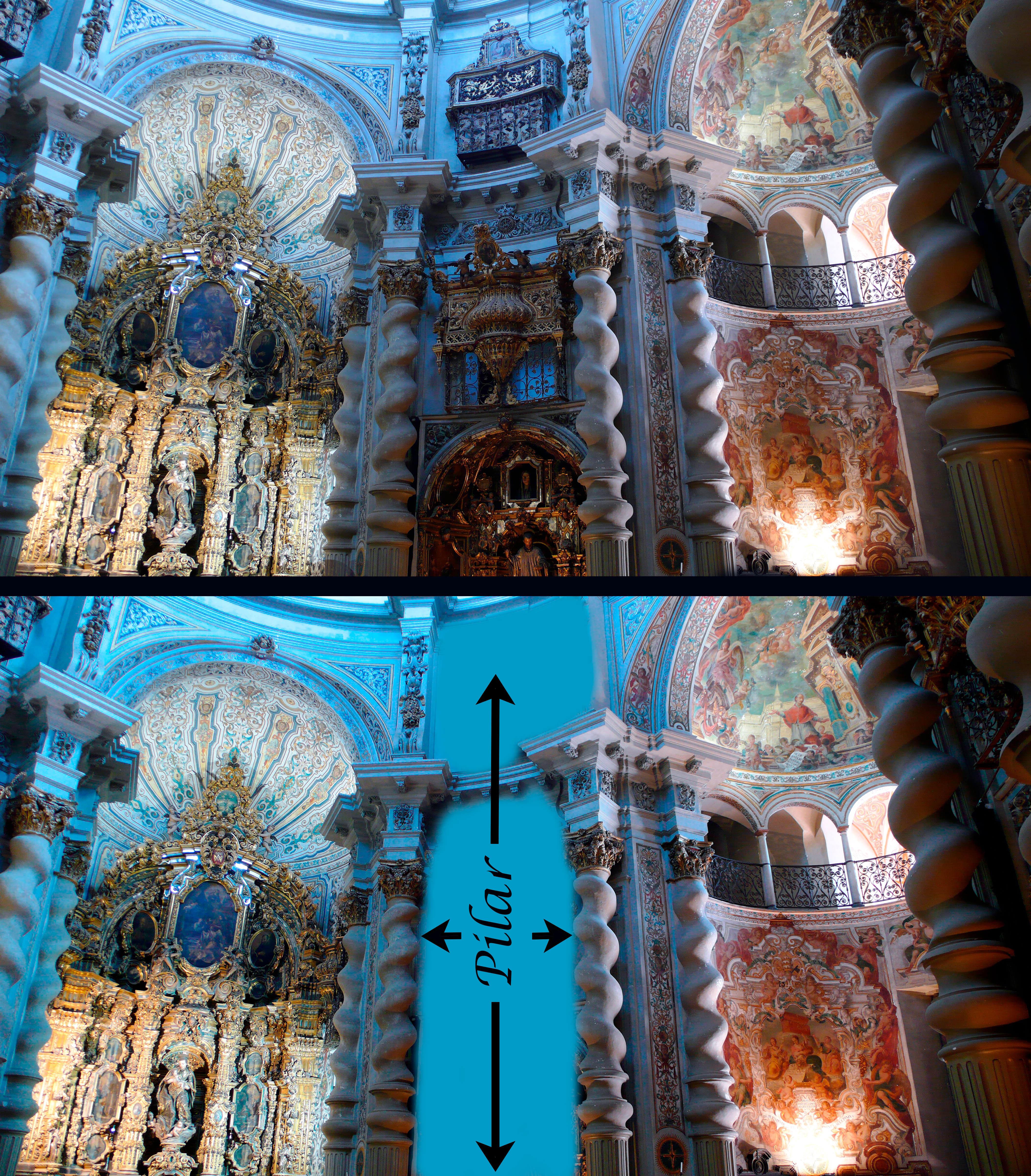
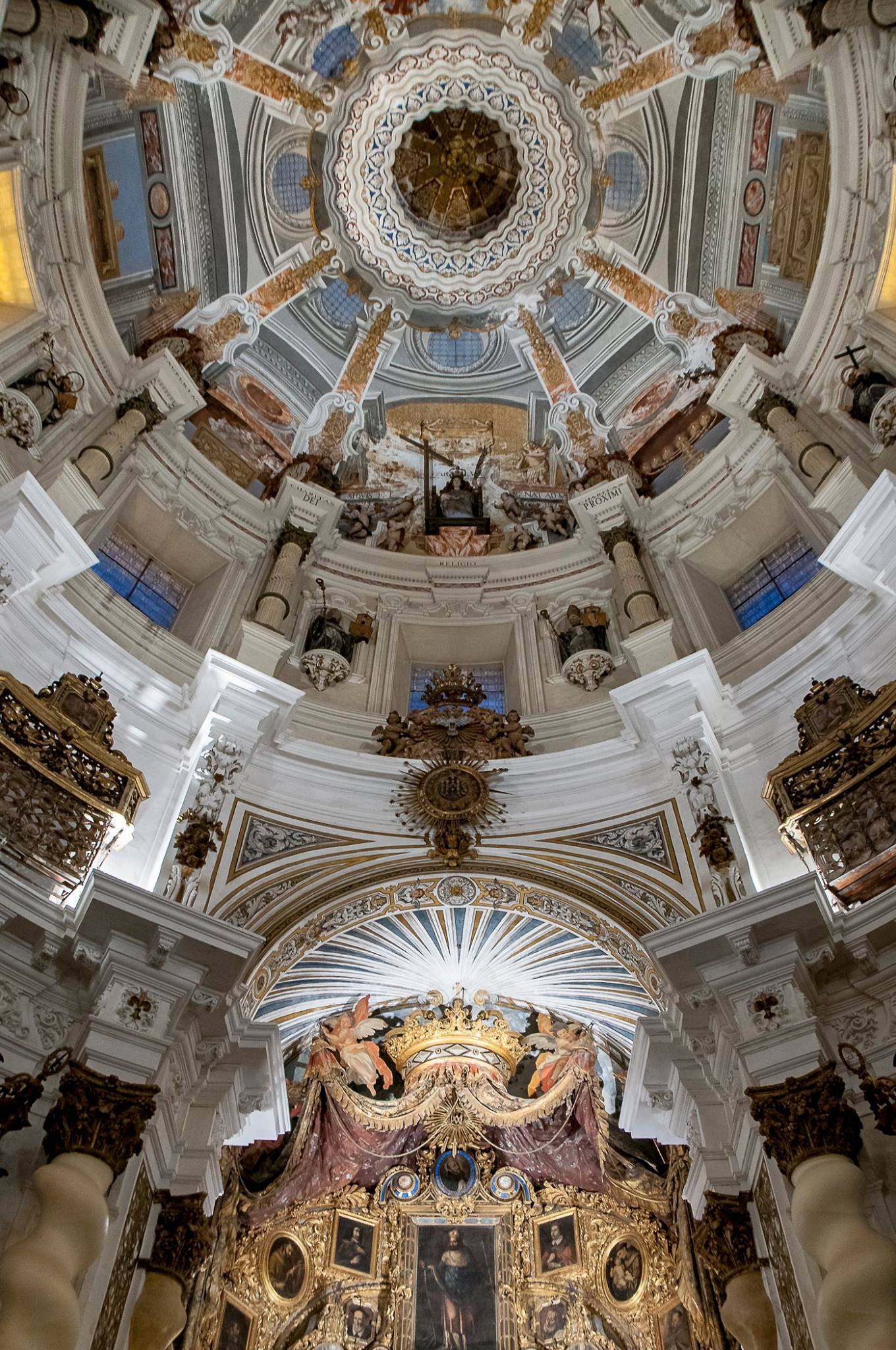